# Podalonia luffii
Podalonia luffii là một loài côn trùng cánh màng trong họ Sphecidae, thuộc chi Podalonia. Loài này được E. Saunders miêu tả khoa học đầu tiên năm 1903.